# Lista uniwersytetów na Madagaskarze

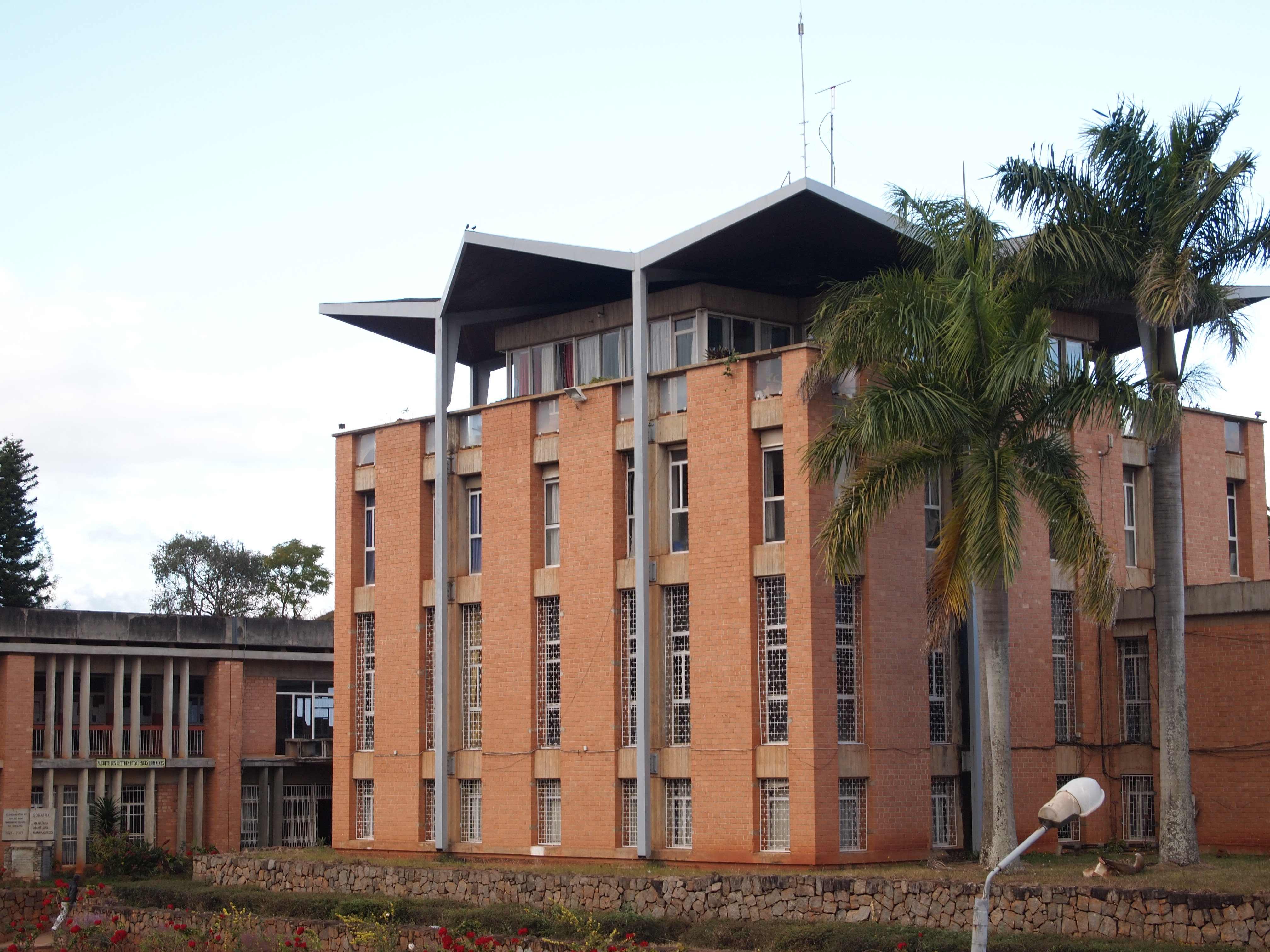
Budynek Uniwersytetu w Antananarywie

## Uniwersytety
- Uniwersytet w Antananarywie
- Uniwersytet w Toamasinie
- Uniwersytet Północnego Madagaskaru
- Uniwersytet w Fianarantsoa
- Uniwersytet w Mahajandze
- Uniwersytet w Toliarze
- Katolicki Uniwersytet Madagaskaru

## Instytuty
- Institut National de Santé Publique et Communautaire
- Institut Supérieur de la Communication, des Affaires et du Management Madagascar
- Institut Supérieur de Technologie d’Antananarivo
- Institut Superieur Polytechnique de Madagascar